# Benguet
Benguet is een provincie van de Filipijnen op het noordelijke eiland Luzon. De provincie maakt deel uit van regio CAR (Cordillera Administrative Region). De hoofdstad van de provincie is de gemeente La Trinidad. Bij de census van 2015 telde de provincie ruim 446 duizend inwoners.

## Geografie

### Bestuurlijke indeling
Benguet bestaat 13 gemeenten. Daarnaast ligt de stad binnen de grenzen van de provincie. Deze stad is echter onafhankelijk van de provincie.

#### Stad
- Baguio

#### Gemeenten
| - Atok - Bakun - Bokod - Buguias - Itogon - Kabayan - Kapangan | - Kibungan - La Trinidad - Mankayan - Sablan - Tuba - Tublay |

Deze stad en gemeenten zijn weer verder onderverdeeld in 269 barangays.

## Demografie
Benguet had bij de census van 2015 een inwoneraantal van 446.224 mensen. Dit waren 42.280 mensen (10,5%) meer dan bij de vorige census van 2010. Ten opzichte van de census van 2000 was het aantal inwoners gegroeid met 116.095 mensen (35,2%). De gemiddelde jaarlijkse groei in die periode kwam daarmee uit op 1,91%, hetgeen hoger was dan het landelijk jaarlijks gemiddelde over deze periode (1,72%).
De bevolkingsdichtheid van Benguet was ten tijde van de laatste census, met 446.224 inwoners op 2826,59 km², 157,9 mensen per km².
Bij de census van 2000 werd het aantal huishoudens vastgesteld op 63.123. Dit was een stijging van 4588 huishoudens in vijf jaar tijd. Het gemiddeld aantal mensen per huishouden was in 2000 met 5,2 personen iets hoger dan het landelijk gemiddelde van 5,0.
In Benguet wonen diverse stammen oorspronkelijk bewoners. Gezamenlijk worden ze Igorot genoemd. De grootste twee stammen zijn de Ibaloi in het zuidoosten van de provincie en de Kankana-ey in het noordwesten. In 2000 was 43% van de inwoners Kankana-ey, 29,2% Ibaloi en 13,4% Ilocano. Andere etnische groeperingen in de provincie zijn onder andere de Ikalahan (3,7%) en de Tagalog (2,4%).

## Economie
Uit cijfers van het National Statistical Coordination Board (NSCB) uit het jaar 2009 blijkt dat 5,8% (39.249 mensen) van de mensen uit Benguet onder de armoedegrens leefde. In 2006 en 2003 was dit percentage respectievelijk 5,2% en 6,6%. Benguet was daarmee in 2009 gemiddeld duidelijk minder arm dan het landelijk gemiddelde van 26,5% en behoort tot de minst arme provincies van de Filipijnen.